# Rosewood Hotel (Abu Dhabi)
Das Rosewood Hotel in Abu Dhabi ist ein Hotelhochhaus auf der Insel Maryah vier Kilometer nordöstlich des Stadtzentrums.
Baubeginn des Hotels im Sowwah Square war 2010 und die Eröffnung erfolgte 2013. Das Hotel hat 189 Zimmer sowie 139 Serviced Apartments.